# Автоматизовані системи управління персоналом
Автоматизо́вані систе́ми управлі́ння персона́лом (АСУП) (від англ. Human Resource Management System (HRMS))  — це програмне забезпечення для автоматизації основних функцій управління персоналом, ведення кадрового обліку, забезпечення інформаційних потреб, нарахування заробітної плати, управління і функції обліку в бізнесі, а також для ефективного прийняття управлінських рішень.
Автоматизована система управління персоналом є одним з модулів програмного забезпечення планування ресурсів підприємства (ERP).
Автоматизовані системи управління персоналом забезпечують:
- Ведення кадрового обліку
- Повну інтеграцію заробітної плати, фінансового забезпечення компанії та бухгалтерського обліку
- Звітність і аналіз даних про працівників
- Робочий графік та облік відвідування
- Оцінка продуктивності праці
- Виплату пільг та компенсацій
- Рекрутинг та адаптацію персоналу
- Планування управління кадрами
- Формування кадрових резервів
- Відстежування претендентів та їх резюме[2]

## Історія
У 1960-х і 1970-х років, великі компанії відчули необхідність централізувати кадровий облік для задоволення нормативних вимог. Для цього були написані програми на великих ЕОМ, які використовувалися як центральні сховища даних з декількома транзакціями, як правило, тільки для розрахунку заробітної плати. АСУП стали поширеним в 1980-х з ростом популярності такого програмного забезпечення, як управління ресурсами підприємства (ERP). В цей період було розроблено велику кількість транзакцій та операцій. Згодом відбувся перехід від використання центрального ЕОМ, як основної бази, до технології клієнт-сервер. Основні розробники програмного забезпечення, такі як «Oracle», PeopleSoft, SAP включили в набір модулів і модуль управління людськими ресурсами, який забезпечує інформаційні потреби своїх користувачів щодо робочої сили за допомогою єдиної цілісної системи.
В 1980-х, HR системи починають стрімко розвиватися і вже мають безліч функціональних можливостей, в основному спрямованих на залучення, утримання і розрахунок компенсацій для працівників. До 2000 року модуль управління людськими ресурсами включав у себе: переваги управління, тайм-менеджмент, розрахунок заробітної плати та компенсацій, навчання управлінню персоналом, підготовку звітності, і управління продуктивністю.
Все більше компаній могли дозволити собі корпоративне програмне забезпечення, тому постачальники систем відчули попит на автономне програмне забезпечення АСУП. Розробники запропонували систему, яка тепер має опцію меню з різними операціями і може інтегрувати інформацію з різних транзакцій для нарахування заробітної плати.
Сьогодні компанії можуть мати всі переваги АСУП, які відповідають їх конкретним потребам і вимогам. АСУП інтегрують відповідну інформацію з фінансовими операціями, забезпечують обробку даних з бізнес-аналітики, сприяють прийняттю управлінських рішень, заснованих на фактах, цифрах і тенденціях.

## Сфери управління персоналом, на які впливають АСУП
Чотири важливі сфери в управлінні персоналом, на які впливають АСУП включають:
- Розрахунок та виплату заробітної плати
- Облік робочого часу
- Пільги та компенсації
- Управління персоналом

За допомогою АСУП ці сфери не тільки оптимізуються, а й забезпечують безперебійний процес роботи. АСУП дозволяють відстежувати історію роботи працівника в компанії, усі дані щодо його посади, персональні деталі, записи виплати заробітної платні та іншу інформацію.

### Розрахунок та виплата заробітної платні
АСУП автоматизують весь процес нарахування заробітної плати шляхом збору та оновлення даних працівника на регулярній основі. АСУП також збирають інформацію, про відвідуваність працівника, а також розрахунок різних відрахувань і податків на заробітну плату, генеруючи періодичну автоматичну обробку звітів про податки та соціальні виплати працівника. АСУП значно полегшують роботу відділу по персоналу, адже інформація оновлюється 24 години на добу лише за допомогою одного кліка.

### Облік робочого часу
Облік робочого часу є більш точним, оскільки АСУП дозволяють застосовувати нові технології для ефективного обліку та оцінки відвідуваності працівників і роботи з даною інформацією. За допомогою АСУП можна легко відстежувати інформацію про працівника: наскільки добре він справляється з певним об'ємом роботи, що потрібно покращити в його роботі, як більш ефективно використовувати робочий час. В такому разі можливості працівника оцінюються на більш високому рівні.

### Пільги та компенсації
Виплати пільг та компенсацій працівникам є одним із способів мотивації. За допомогою АСУП можливо відстежувати нарахування таких виплат за певний період для кожного працівника, які саме виплати він отримує, з якою періодичністю та суму компенсацій.

### Управління персоналом
АСУП мають значний вплив на сферу управління персоналом, оскільки вони мінімізують витрати часу та коштів на різні операції, що веде до підвищення ефективності та продуктивності праці. Ця система зменшує паперову роботу, яка й досі часто зустрічається в більшості HR відділів українських компаній.

## Переваги АСУП
АСУП стали стандартом для більшості компаній і надають безліч переваг, які оптимізують витрати на управління персоналом незалежно від розміру компанії. Незважаючи на те, що впровадження таких систем потребує значних матеріальних капіталовкладень, вони дозволяють значно знизити витрати на управління працею.

### Організаційні переваги
- Підвищення якості кадрових рішень
- Скорочення часу прийняття рішень на всіх рівнях управління компанії
- Оперативність підготовки звітності для партнерів чи клієнтів відповідно до українських законодавчих і нормативних вимог

### Економічні переваги
- Підвищення продуктивності праці персоналу
- Зниження витрат на управління персоналом
- Оптимальне використання професійних якостей працівників компанії

### Соціальні переваги
- Планування кар'єрного зростання та підвищення кваліфікації
- Підготовка кадрового резерву та просування по службі найбільш перспективних співробітників підприємства
- Ведення повної індивідуальної трудової історії персоналу компанії

## Недоліки АСУП

### Захист інформації
- Несанкціонований доступ третіх осіб до бази даних
- Ризик розголошення персональної інформації
- Високі гарантії безпеки та конфіденційності інформації

### Спеціальний технічний персонал
- Спеціальні знання для адміністрування програм, усунення неполадок, оновлення та підтримки системи
- Високі вимоги до технічного персоналу

### Помилки введення даних
- Введення неправильної інформації навмисно або помилково
- Проблема сумісності з колишніми системами та бізнес процесами
- Неточність інформації може призвести до неправильних виплат працівникам
- Втрата будь-яких персональних даних веде за собою низку штрафів та інших витрат, пов'язаних з розголошенням даних працівників[6]